# Mark Wayne Chase
Mark Wayne Chase (1951) és un botànic estatunidenc d'origen britànic. És conegut per la seva tasca en el camp de la classificació i l'evolució de les plantes, i és un dels investigadors de l'Angiosperm Phylogeny Group, que classifica les plantes amb flor basant-se parcialment en anàlisis de l'ADN. S'ha especialitzat en l'estudi de les orquídies i en aquests moments investiga la ploïdia i la hibridació de la Nicotiana. L'any 1998 compartí la medalla linneana amb Colin Patterson i deu anys més tard fou un dels tretze receptors Medalla Darwin-Wallace, que la Societat Linneana de Londres atorga cada cinquanta anys. Chase treballa actualment com a conservador del Jodrell Laboratory del Reial Jardí Botànic de Kew.